# Abbas Ağalarov
Abbas Ağalarov (azerbajdzjanska: Abbas Fərhad oğlu Ağalarov, Abbas Färhad oghlu Aghalarov, ryska: Аббас Фархад оглы Агаларов, Abbas Farchad ogly Agalarov) född 1911, död 1967, var en azerbajdzjansk boxare som tävlade för Sovjetunionen. Ağalarov tävlade för Sovjet i fjädervikt (57 kg). 
År 2008 hölls en internationell boxningsturnering i Baku till minne av Ağalarov. Turneringen besöktes av över 100 deltagare från 8 länder, däribland England, Skottland, Wales, Ryssland, Kazakstan, Uzbekistan, Georgien och Azerbajdzjan.